# تقی‌الدین سبکی
تقی‌الدین سُبکی (عربی: أبو الحسن تقي الدين علي بن عبد الكافي بن علي الخزرجي الأنصاري السبكي؛ 1284 – ۱۳۵۵ (۷۰−۷۱ سال)) فقیه و محدث شافعی برجسته در دوران مملوکان مصر بود. او در فقه، اصول فقه، تفسیر قرآن، حدیث، کلام، تصوف و ادبیات عرب صاحب‌نظر بود و آثار متعددی در این زمینه‌ها از خود به جای گذاشت.

## زندگی و کار
تقی‌الدین سبکی در روستای سبک الاحد در استان منوفیه مصر به دنیا آمد و در کودکی از پدرش علوم دینی را آموخت. او سپس برای ادامه تحصیل به قاهره رفت و در آنجا از درس استادانی چون ابن دقیق العید، ابن الرفعه و ابن عطاء الله اسکندری بهره برد.
تقی‌الدین سبکی در طول زندگی خود به تدریس، قضاوت و تألیف پرداخت. او به عنوان قاضی‌القضات (رئیس قضات) در دمشق و قاهره منصوب شد و به مدت ۱۷ سال در این سمت خدمت کرد. او همچنین در مدرسه‌های مختلفی از جمله مدرسه صاحبی، مدرسه سلطانیه و مدرسه دانشگاه الازهر تدریس کرد و شاگردان زیادی را تربیت نمود.
از جمله آثار مهم تقی‌الدین سبکی می‌توان به نوشته‌های زیر اشاره کرد:
- الابهاج فی شرح المنهاج: روشنایی در شرح منهاج
- الفتاوی المصریة: فتواهای مصری
- شرح مختصر ابن الحاجب: شرح مختصر ابن حاجب
- الاعتبار بذهاب الاعتبار: اعتبار با از بین رفتن اعتبار
- طبقات الشافعیة الکبری: طبقات بزرگ شافعی
- القول البدیع فی الصلاة علی الحبیب الشفیع: گفتار نغز در درود بر حبیب شفیع

تقی‌الدین سبکی به عنوان یکی از بزرگ‌ترین فقهای شافعی و از دین‌آموختگان برجسته جهان اسلام در قرن هشتم هجری شناخته می‌شود. او در فقه و اصول فقه دارای آراء و نظریات خاصی بود که مورد توجه و نقد سایر فقها قرار گرفت. او همچنین در تصوف و عرفان اسلامی دارای گرایش‌های خاصی بود و از مشایخ صوفیه مانند ابن عطاءالله اسکندری و ابن عربی تأثیر پذیرفت.